# يان ويلسون (مصور سينمائي)
يان ويلسون (بالإنجليزية: Ian Wilson)‏ هو مصور سينمائي بريطاني، ولد في 23 أبريل 1939 في لندن في المملكة المتحدة.

## وصلات خارجية
- يان ويلسون على موقع IMDb (الإنجليزية)
- يان ويلسون على موقع ألو سيني (الفرنسية)
- يان ويلسون على موقع أول موفي (الإنجليزية)
- يان ويلسون على موقع قاعدة بيانات الأفلام السويدية (السويدية)
- يان ويلسون على موقع قاعدة بيانات الفيلم (الإنجليزية)
- يان ويلسون على موقع كينوبويسك (الروسية)